# 주석 달린 앨리스
《주석 달린 앨리스(The Annotated Alice)》는 마틴 가드너가 루이스 캐럴의 소설 이상한 나라의 앨리스와 거울 나라의 앨리스에 주석을 달아놓은 책이다. 1960년 처음 출간되었으며, 한국어를 비롯한 여러 언어로 번역되어 출간되었다. 현재 절판 되었다.